# 원격 지상 공격 미사일

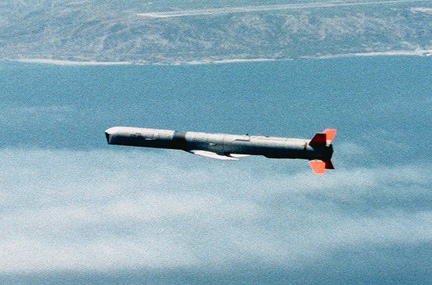
비행중인 AGM-84H SLAM-ER 미사일

원격 지상 공격 미사일(Standoff Land Attack Missle, SLAM)은 미국에서 개발한 아음속, 초수평선, 전천후 순항미사일이다. 1970년대 미국 해군의 하푼 미사일을 개량한 것이다.

## 버전
- AGM-84E - SLAM 기본형
- AGM-84H - SLAM-ER(Expanded Response): 대한민국 공군이 F-15K 탑재용으로 구매했다.
- AGM-84K - AGM-84H에서 내부적으로 개선되었다.
- SLAM-ER ATA - 자동 목표물 획득 기능이 있다.
  - 제네럴 일렉트릭은 자동 목표물 획득 장치(ATRU: Automatic Target Recognition Unit)를 공급하고 있다. 이것은 미사일 발사전과 발사후에 목표물에 대한 데이터를 처리하는 장치로서, 고속의 비디오 비교기능을 제공한다. 슬램-ER 미사일을 진정한 "Fire and Forget" 미사일로 만들어 준다.[1]

## 해성 미사일
슬램 미사일이 무게 635 kg에 사거리 278 km인데, 한국은 최근 무게 700 kg인 SSM-700K 해성 미사일을 개발해 구축함에 실전배치했다. 그러나, 전투기에서 시험발사한 적은 없다. 전투기에서 발사하면 사거리 300 km 정도인 공대함 미사일, 공대지 미사일이 될 것으로 추정된다. 그러나 한국은 장거리 공대지 미사일로 미국산 975 kg 재즘 미사일, 독일산 1.4톤 타우러스 미사일을 수입하려고 하지, 700 kg 해성 미사일을 공군용으로 도입하겠다는 논의는 없다.

## 같이 보기
- AGM-84H/K SLAM-ER
- 토마호크 (미사일)
- 하푼